# پارک ملی هواتوولکو
پارک ملی هواتوولکو (به اسپانیایی: Parque nacional Huatulco) یک منطقهٔ مسکونی در مکزیک است که در اوآخاکا واقع شده‌است.